# ブラザーズ&シスターズ (アルバム)
『ブラザーズ&シスターズ』（原題： Brothers and Sisters）は、アメリカ合衆国のロック・バンド、オールマン・ブラザーズ・バンドが1973年に発表した、通算5作目のアルバム。チャック・リーヴェルの加入と、オリジナル・メンバーの1人ベリー・オークリーの死を経てリリースされた。

## 背景
1971年にデュアン・オールマンがオートバイの事故で死去した後、バンドは後任のギタリストを補充せず、基本的にはディッキー・ベッツが単独でギター・パートを担当した。1973年12月6日付の『ローリング・ストーン』誌の記事によれば、ベッツ自身は「デュアンの代役を入れるのは、最も非創造的で不健全な手段だと思う。誰かを雇ってデュアンのフレーズを教えるなんてことをしたら、俺達バンド全体が安っぽくなってしまう」と語っている。ただし、「むなしい言葉」ではグレッグ・オールマンがリズムギターを弾き、更にレス・デューデックやトミー・タルトンといった外部のギタリストが参加した曲も含まれている。また、ベッツは「ランブリン・マン」と「ポニー・ボーイ」でリード・ボーカルを担当した。
本作よりチャック・リーヴェルが加入し、バンドはツイン・キーボード編成となった。リーヴェルは当初、グレッグのソロ・アルバム『レイド・バック』（リリースは1973年10月）のレコーディング・メンバーに起用され、スタジオでオールマン・ブラザーズ・バンドのメンバーとジャムをするようになってから数週間後に加入が決まったという。
既に本作のレコーディングが始まっていた1972年11月11日、ベリー・オークリーがオートバイの事故で死去。事故現場は、前年にデュアンが事故死した現場から3ブロック先の場所であった。本作収録曲のうち、「むなしい言葉」と「ランブリン・マン」はオークリーの存命時にレコーディングされており、バンドはラマー・ウィリアムズを後任ベーシストとして迎え、残りの曲をレコーディングした。
インストゥルメンタルの「ジェシカ」は、ディッキー・ベッツが自分の娘の前で作った曲で、娘の名前をタイトルにした。この曲のテーマ・メロディは、ジャンゴ・ラインハルトのように2本の指だけでフィンガリングして作曲されたという。
バンドの所属レーベルCapricornは1972年にアトランティック・レコードとの契約を解消しており、本作では『アイドルワイルド・サウス』（1970年）以降の作品をプロデュースしたトム・ダウド（アトランティックの専属プロデューサーだった）を起用できなくなった。そのため、オールマン・ブラザーズ・バンド結成前のデュアンとグレッグが在籍していたアワー・グラスというバンドのメンバー、ジョニー・サンドリンを共同プロデューサーとして招いた。

## ジャケット
本作のジャケットは、ブッチ・トラックスの息子ヴェイラー・トラックスの写真が使用されているが、ヴェイラーは当時3歳で、写真が撮影された時については、風邪をひいて薬を飲まされたことぐらいしか覚えていないという。また、裏ジャケットにはベリー・オークリーの娘の写真が使用された。

## 反響・評価
本作はセールス的に大きな成功を収めた。母国アメリカのBillboard 200ではバンド初の1位獲得を果たし、1973年のうちにRIAAによってゴールドディスクに認定され、1995年にはプラチナディスクに認定されている。本作からのシングルは「ランブリン・マン」がBillboard Hot 100で2位、「ジェシカ」が65位を記録。
オランダのアルバム・チャートでは2週連続で10位を記録。また、バンド初の全英アルバムチャート入りも果たしており、3週チャート圏内に入って最高42位を記録した。
Bruce Ederはオールミュージックにおいて5点満点中4点を付け「売り上げに反して、『ブラザーズ&シスターズ』は以前発表された4作に引き続く並外れた名盤ではないが、驚異的なステージ・パフォーマンスの雛形として機能しており、更に、主要メンバー2人が死去してもバンドは生き残ったことを証明した」と評している。
『ギター・ワールド』誌が2008年に選出した「100 Greatest Guitar Solos」では、本作収録曲「ジェシカ」が47位にランク・インした。

## デラックス・エディション盤
リリース40周年の2013年にマーキュリー・レコードから発売されたリマスターCDは、リハーサル、ジャム、アウトテイクを収録したボーナス・ディスクが追加され、2枚組CDとして発売された。更に、1973年9月26日録音の2枚組ライヴCDも追加した4枚組CDのヴァージョンも存在する。ボーナス・ディスクに収録されたリハーサルやアウトテイクのうち「トラブル・ノー・モア」「ワン・ウェイ・アウト」「町はずれへ」のリハーサルと「サウスバウンド」のインストゥルメンタル・アウトテイクはベリー・オークリー存命時の演奏である。

## 収録曲
Side 1
1. むなしい言葉 - Wasted Words (Gregg Allman) - 4:20
2. ランブリン・マン - Ramblin' Man (Dickey Betts) - 4:48
3. カム・アンド・ゴー・ブルース - Come and Go Blues (Allman) - 4:55
4. ジェリー・ジェリー - Jelly Jelly (Billy Eckstine, Earl Hines) - 5:46

Side 2
1. サウスバウンド - Southbound (Betts) - 5:10
2. ジェシカ - Jessica (Betts) - 7:31
3. ポニー・ボーイ - Pony Boy (Betts) - 5:51

### デラックス・エディション盤ボーナス・ディスク
1. むなしい言葉（リハーサル） - Wasted Words (Rehearsal) (Allman) - 5:06
2. トラブル・ノー・モア（リハーサル） - Trouble No More (Rehearsal) (McKinley Morganfield) - 3:58
3. サウスバウンド（インストゥルメンタル・アウトテイク） - Southbound (Instrumental Outtake) (Betts) - 5:56
4. ワン・ウェイ・アウト（リハーサル） - One Way Out (Rehearsal) (Marshall Sehorn, Elmore James, Sonny Boy Williamson) - 5:38
5. 町はずれへ（リハーサル） - I'm Gonna Move to the Outskirts of Town (Rehearsal) (William Weldon) - 11:14
6. 誰かが悪かったのさ（リハーサル） - "Done Somebody Wrong (Rehearsal) (E. James) - 3:50
7. ダブル・クロス（アウトテイク） - Double Cross (Outtake) (Allman) - 4:36
8. アーリー・モーニング・ブルース（アウトテイク） - Early Morning Blues (Outtake) (Allman) - 9:27
9. Aマイナー・ジャム（スタジオ・ジャム） - A Minor Jam (Studio Jam) (Chuck Leavell, Lamar Williams, Jai Johanny Johanson, Les Dudek) - 16:30

## 参加ミュージシャン
- グレッグ・オールマン - ボーカル、オルガン、リズムギター
- ディッキー・ベッツ - ボーカル、リードギター、スライドギター
- チャック・リーヴェル - ピアノ
- ベリー・オークリー - ベース(on #1, #2)
- ラマー・ウィリアムズ - ベース(on #3, #4, #5, #6)、アコースティック・ベース(on #7)
- ジェイ・ジョハンソン - ドラムス、コンガ
- ブッチ・トラックス - ドラムス、パーカッション、コンガ、ティンパニ

アディショナル・ミュージシャン
- レス・デューデック - リードギター(on #2)、アコースティック・ギター(on #6)
- トミー・タルトン - アコースティック・ギター(on #7)